# Schizopera langi
Schizopera langi är en kräftdjursart som beskrevs av Petkovski 1954. Schizopera langi ingår i släktet Schizopera och familjen Diosaccidae. Inga underarter finns listade i Catalogue of Life.